# مارينا أريزميندي
مارينا أريزميندي (بالإسبانية: Marina Arismendi) (و. 1949  م) هي سياسية، ونقابية أوروغوايانية، ولدت في مونتفيدو.